# شيتشيرو كوباياشي
شيتشيرو كوباياشي (باليابانية: 小林七郎) رسام خلفيات أنمي ياباني. ولد عام 1932 في هوكايدو. 

## أعماله

### مسلسلات أنمي
- لمياء وتابعها شيكو (1968) - الخلفيات.
- مومين (1969) - الخلفيات.
- مغامرات نحول (1970) - الخلفيات.
- أبطال الملاعب (1970) - الأشراف الفني، الخلفيات.
- أنمينتاري كوتسودان (1971) - الأشراف الفني، الخلفيات.
- الضفدع ننوس (1972) - الأشراف الفني.
- مغامرات جامبا (1975) - الأشراف الفني.
- ريمي الفتى الشريد (1978) - الأشراف الفني.
- جزيرة الكنز (1978) - الأشراف الفني.
- جو البطل 2 (1981)
- غولغو 13 (1983)
- هاي سكول! كيمنغومي (1985)
- أسوماتسو-كون (1988)
- ون باوند غوسبل (1988) - الأشراف الفني.
- نصف بطل (1989) - الأشراف الفني.
- كركور وحذاء السعادة (1992) - الأشراف الفني.
- بيرسيرك (1997) - الأشراف الفني.
- جنية الثلج الصغيرة سكر (2001) - الأشراف الفني.
- بلود+ (2006) - أغنية البداية.
- ريه الأنيميشن (2006) - الأشراف الفني.
- رئيسة مجلس الطلبة نادلة! (2010) - الأشراف الفني.

### أفلام أنمي
- لوبين الثالث: قلعة كاجليسترو (1979) - الرسوم.
- بيضة الملاك (1985)

## روابط خارجية
- شيتشيرو كوباياشي على موقع IMDb (الإنجليزية)
- شيتشيرو كوباياشي على موقع ألو سيني (الفرنسية)
- شيتشيرو كوباياشي على موقع أول موفي (الإنجليزية)
- شيتشيرو كوباياشي على موقع قاعدة بيانات الفيلم (الإنجليزية)
- شيتشيرو كوباياشي على موقع ANN person (الإنجليزية)